# Euploea gilda
Euploea gilda är en fjärilsart som beskrevs av Hans Fruhstorfer 1904. Euploea gilda ingår i släktet Euploea och familjen praktfjärilar. Inga underarter finns listade i Catalogue of Life.